# Xanthidium brebissonii
Xanthidium brebissonii é uma espécie de alga pertencente à família Desmidiaceae.
A autoridade científica da espécie é Ralfs, tendo sido publicada em The British Desmidieae. pp. [i]-xxii, [i], [1]-226, pls I-XXXV. London: Reeve, Benham & Reeve., no ano de 1848.
Trata-se de uma espécie de água doce, com registo de ocorrência em Portugal.